# Трофей Марян
Трофей Марян е ежегоден футболен турнир, който се провежда редовно от 1974 до 1989 година в Сплит (Югославия) и за кратко възобновен отново през 2002 г., след 13 години.
След хърватската независимост турнирът прави опит да рестартира вече в новообразуваната Хърватия, като домакин на турнира е Хайдук Сплит.
В турнира участват редица големи футболните клубове от цял свят („Аякс“, „Бордо“, „Васко да Гама“ и др.), както и националните отбори на Съветския съюз, Полша, Македония и Хърватия.
Освен „Хайдук“ всяка година участват два или три отбора.

## Победители
- 1974 –  Хайдук (Сплит)
- 1975 –  Хайдук (Сплит)
- 1976 –  Хайдук (Сплит)
- 1977 –  Хайдук (Сплит)
- 1978 –  Партизан (Белград)
- 1979 –  Хайдук (Сплит)
- 1980 –  Хайдук (Сплит)
- 1981 –  Хайдук (Сплит)
- 1982 –  Бордо
- 1983 –  Хайдук (Сплит)
- 1984 –  Хайдук (Сплит)
- 1985 –  Хайдук (Сплит)
- 1986 –  Бордо
- 1987 –  Баник (Острава)
- 1988 – не се провежда
- 1989 –  Хайдук (Сплит) (зимен)
- 1989 –  Хайдук (Сплит) (летен)
- 1990-2001 – не се провежда
- 2002 –  Хайдук (Сплит)
- 2003 –  Полша

## Победители – общо
- Хайдук (Сплит) – 13 пъти
- Бордо – 2 пъти
- Партизан (Белград) – 1 път
- Баник (Острава) – 1 път
- Полша – 1 път

## Резултати
I турнир – 25-27 януари 1974 в Сплит
25 януари
- Цървена звезда (Белград) –  Партизан (Белград) – 1:1 (4:3 с дузпи)
- Хайдук (Сплит) –   Динамо (Загреб) – 2:0

„27 януари“
за 3-то място:
- Динамо (Загреб) –  Партизан (Белград) – 1:2

Финал:
- Хайдук (Сплит) –  Цървена звезда (Белград) – 5:1

Класиране: 1.  Хайдук (Сплит), 2.  Цървена звезда (Белград), 3.  Партизан (Белград), 4.   Динамо (Загреб)
II турнир – 7-9.02.1975 в Сплит
7 февруари
- Динамо (Загреб) –  Цървена звезда (Белград) – 2:0
- Хайдук (Сплит) –  Партизан (Белград) – 3:3 (4:3 с дузпи)

„9 февруари“
За 3-то място:
- Партизан (Белград) – Цървена звезда (Белград) – 1:0

Финал:
- Хайдук (Сплит) –  Динамо (Загреб) – 1:0

Класиране: 1.  Хайдук (Сплит), 2.  Динамо (Загреб), 3.  Партизан (Белград), 4. Цървена звезда (Белград)
III турнир – 10-13.02.1976 в Сплит
10 февруари
- Хайдук (Сплит) –  Партизан (Белград) – 4:2

11 февруари
- СССР –  Партизан (Белград) – 2:1

13 февруари
Финал:
- Хайдук (Сплит) –  СССР – 3:0

Класиране: 1.  Хайдук (Сплит), 2.  СССР, 3.  Партизан (Белград)
IV турнир – 16-18.02.1977 в Сплит
16 февруари
- Хайдук (Сплит) –  Динамо (Загреб) – 3:0

17 февруари
- Динамо (Загреб) –  Аякс – 4:0

18 февруари
- Хайдук (Сплит) –  Аякс – 1:0

Класиране: 1.  Хайдук (Сплит), 2.  Динамо (Загреб), 3.  Аякс
V турнир – 7-9.02.1978 в Сплит
7 февруари
- Хайдук (Сплит) –  Лозана – 3:1

8 февруари
- Партизан (Белград) –  Лозана – 3:0

9 февруари
- Хайдук (Сплит) –  Партизан (Белград) – 1:1

Класиране: 1.  Партизан (Белград), 2.  Хайдук (Сплит), 3.  Лозана
VI турнир – 7-9.02.1978 в Сплит
7 февруари
- Хайдук (Сплит) –  Цървена звезда (Белград) – 2:0

8 февруари
- Цървена звезда (Белград) –  Румъния – 2:1

9 февруари
- Хайдук (Сплит) –  Румъния – 0:0

Класиране: 1.  Хайдук (Сплит), 2.  Цървена звезда (Белград), 3.  Румъния
VII турнир – 6-8.09.1980 в Сплит
6 септември
- Хайдук (Сплит) –  Уест Бромич Албион – 5:1

7 септември
- Уест Бромич Албион –  Цюрих – 0:0

8 септември
- Хайдук (Сплит) –  Цюрих – 3:1

Класиране: 1.  Хайдук (Сплит), 2.  Цюрих, 3.  Уест Бромич Албион
VIII турнир – 19-21.07.1981 в Сплит
19 юли
- Хайдук (Сплит) –  Динамо (Загреб) – 1:2

20 юли
- Динамо (Загреб) –  Васко да Гама – 0:2

21 юли
- Хайдук (Сплит) –  Васко да Гама – 2:0

Класиране: 1.  Хайдук (Сплит), 2.  Васко да Гама, 3.  Динамо (Загреб)
IX турнир – 28-30.07.1982 в Сплит
28 юли
- Хайдук (Сплит) –  Бордо – 1:1

29 юли
- Бордо –  Андерлехт (Брюксел) – 4:0

30 юли
- Хайдук (Сплит) –  Андерлехт (Брюксел) – 3:0

Класиране: 1.  Бордо, 2.  Хайдук (Сплит), 3.  Андерлехт (Брюксел)
X турнир – 26-28.07.1983 в Сплит
26 юли
- Хайдук (Сплит) –  Цървена звезда (Белград) – 3:2

27 юли
- Динамо (Загреб) –  Партизан (Белград) – 1:2

28 юли
За 3-то място:
- Динамо (Загреб) –  Цървена звезда (Белград) – 0:4

Финал:
- Хайдук (Сплит) –  Партизан (Белград) – 3:0

Класиране: 1.  Хайдук (Сплит), 2.  Партизан (Белград), 3.  Цървена звезда (Белград), 4.  Динамо (Загреб)
XI турнир – 24-26.07.1984 в Сплит
24 юли
- Хайдук (Сплит) –  ЦСКА „Септемврийско знаме“ (София) – 4:1

25 юли
- Вележ (Мостар) –  Грасхопърс (Цюрих) – 4:1

26 юли
За 3-то място:
- Грасхопърс (Цюрих) –  ЦСКА „Септемврийско знаме“ (София) -2:1

Финал:
- Хайдук (Сплит) –  Вележ (Мостар) – 1:0

Класиране: 1.  Хайдук (Сплит), 2.  Вележ (Мостар), 3.  Грасхопърс (Цюрих), 4.  ЦСКА „Септемврийско знаме“ (София)
XII турнир – 30.07. – 01.08.1985 в Сплит
30 юли
- Хайдук (Сплит) –  Авелино – 2:0

31 юли
- Сараево –  Авелино – 4:0

1 август
- Хайдук (Сплит) –  Сараево – 1:0

Класиране: 1.  Хайдук (Сплит), 2.  Сараево, 3.  Авелино
XIII турнир – 28-3026.07.1986 в Сплит
28 юли
- Хайдук (Сплит) –  Бохемианс (Прага) – 4:3

29 юли
- Бордо –  Бохемианс (Прага) – 6:3

30 юли
- Хайдук (Сплит) –  Бордо – 2:2

Класиране: 1.  Бордо, 2.  Хайдук (Сплит), 3.  Бохемианс (Прага)
XIV турнир – 21-22.07.1987 в Сплит
21 юли
- Динамо (Загреб) –  Цървена звезда (Белград) – 2:2 (4:5 с дузпи)
- Хайдук (Сплит) –  Баник (Острава) – 2:3

22 юли
За 3-то място:
- Хайдук (Сплит) –  Динамо (Загреб) – 1:1 (4:5 с дузпи)

Финал:
- Цървена звезда (Белград) –  Баник (Острава) – 2:2 (4:5 с дузпи)

Класиране: 1.  Баник (Острава), 2.  Цървена звезда (Белград), 3.  Динамо (Загреб), 4.  Хайдук (Сплит)
XV турнир – 28-29 януари 1989 в Сплит
28 януари
- Динамо (Загреб) –  Партизан (Белград) – 1:1 (3:2 с дузпи)
- Хайдук (Сплит) –  ЮНА 2:0

29 януари
За 3-то място:
- Партизан (Белград) –  ЮНА – 1:0

Финал:
- Хайдук (Сплит) –  Динамо (Загреб) – 1:0

Класиране: 1.  Хайдук (Сплит), 2.  Динамо (Загреб), 3.  Партизан (Белград), 4.  ЮНА
XVI турнир – 17-18.07.1989 в Сплит
17 юли
- Динамо (Загреб) –  Нант 2:0
- Хайдук (Сплит) –  Серкъл (Брюж) – 7:1

18 юли
За 3-то място:
- Нант –  Серкъл (Брюж) – 5:1

Финал:
- Хайдук (Сплит) –  Динамо (Загреб) – 3:3 (2:3 с дузпи)

Класиране: 1.  Динамо (Загреб), 2.  Хайдук (Сплит), 3.  Нант, 4.  Серкъл (Брюж)
XVII турнир – 15-16.02.2002 в Сплит
15 февруари
- Хайдук (Сплит) –  Марибор – 4:0
- Динамо (Загреб) –  Рапид Виена – 0:0 (3:1 с дузпи)

16 февруари
За 3-то място:
- Марибор –  Рапид Виена – 1:1 (3:4 с дузпи)

Финал:
- Хайдук (Сплит) –  Динамо (Загреб) – 1:1 (4:2 с дузпи)

Класиране: 1.  Хайдук (Сплит), 2.  Динамо (Загреб), 3.  Рапид Виена, 4.  Марибор
XVIII турнир – 11-12.02.2003 в Сплит
11 февруари
- Хайдук (Сплит) – Македония – 1:1
- Хърватска – Полша – 0:0

12 февруари
- Хайдук (Сплит) – Хърватска – 1:2
- Полша – Македония – 3:0

Класиране: 1. Полша, 2. Хърватска, 3.  Хайдук (Сплит), 4. Македония

## 1984. Участието на „ЦСКА „Септемврийско знаме“ (София)“
„Армейците“ са потърсени като резервен вариант от ръководството на Хайдук в средата на юли, тъй като първоначално потвърдилият участие бразилски Ботафого (Рио де Жанейро) се отказва в последния момент. Шефовете на „ЦСКА“ се оказват много по-отзивчиви и допълват карето, включващо още шампиона на Швейцария „Грасхопърс“ с треньор Чиро Блажевич и югославския „Вележ Мостар“.
Надпреварата се открива на 24 юли с полуфинала между домакините и българския отбор.
„Още в първия ден на турнира „Хайдук“, ще се сблъска с най-тежкия и опасен съперник. Срещата срещу ЦСКА „Септемврийско знаме“, който отбор е от високите нива на европейския футбол, може да покаже всички качества и недостатъци на реновираната чета на Анте Младинич. Софийският отбор се прослави с няколко сериозни победи на европйската сцена, а в редиците му има четирима души, които през миналата година бяха на Полюд за Евро 84 – Димитров, Здравков, Младенов и Славков“, пише по повод на мача вестник „Слободна Далмация“.
Пред 15 000 зрители „Хайдук“ разбива отбора на „ЦСКА“ с 4:1 след 2 гола на Златко Вуйович (11 мин., 20 – дузпа) – 2:0, Джеват Прекази (36) – 3:0, Георги Славков (44) – 3:1, Драгулин Челич (81) – 4:1
Отборът на ЦСКА е в състав 1. Досев, 2. Н. Младенов, 3. Богомилов (Червенков – смяна), 4. Томанов, 5. Тинчев, 6. Безински, 7. Киров, 8. Керимов (Желев-смяна), 9. Й. Димитров (Войнов-смяна), 10. Г. Славков, 11. Н. Тодоров
В малкия финал на 26 юли ЦСКА среща швейцарския „Грасхопърс“, който е загубил от „Вележ“ с 1:4. Очевидно срещата не е много мотивираща за българите и те губят и тази среща този път с резултат 1:2(голове на Херман и Сулсер за съперника и Георги Славков за червените).
„Играхме като жени, без живец и сили и заслужено сме последни... Дойдохме с отслабен отбор, но въпреки това може да научим много от това ни участие“, казва пред местните медии Манол Манолов.
Победител става Хайдук, който бие на финала Вележ с 1:0, а българите получават купа подарена от стъкларна „Борис Кидрич“. Макар че има толкова попадения, колкото Златко Вуйович, Георги Славков взима приза на вестник Спортске новостиза голмайстор на турнира. В същото време армейците получават и „Купата на съюза на спортните журналисти“ в Сплит за феърплей, събирайки най-малко наказателни точки за двата си мача – 16.